# Aimé Mignault
Aimé Mignault (1er mai 1904 - 15 novembre 1978) est un violoniste canadien. Il a été un professeur de violon et le fondateur du magasin Mignault Musique à Rouyn-Noranda en Abitibi-Témiscamingue.

## Biographie
Aimé Mignault est né à Armagh, comté de Bellechasse en 1904, de Charles Mignault et de Maria Langlois. Il épousa Rita Larivière, originaire de Rouyn-Noranda, le 3 mars 1943 avec laquelle il eut 3 enfants : Lise, Charles-Aimé et Joannes.
Il commence l’étude du violon dès l’âge de 10 ans, ce qui lui permettra de donner des leçons plus tard, pendant 25 ans.
Il suivra une formation en comptabilité au Collège Doyer de Montmagny, formation qui se marie à la musique. Dès son jeune âge, il étudia le violon et après ses études, il fit la navette entre les États-Unis et le Québec en jouant dans des formations musicales et en étant professeur de musique. Il fit plusieurs concerts dans la région de Québec, de la Côte-Nord, aux États-Unis pour enfin aboutir en Abitibi à Rouyn-Noranda afin d'évaluer la possibilité d'enseigner le violon dans cette nouvelle ville où tout était à bâtir. Bien que son rêve ultime était de devenir concertiste, les années 1930 en ont décidé autrement. Arrivé le 29 novembre 1932 à Rouyn-Noranda à l'âge de 28 ans, ce dernier se concentre sur l'enseignement du violon. Il décède le 15 novembre 1978. Son magasin existe toujours sur la rue Principale à Rouyn-Noranda, mais dans un autre local,.
Sa fille Lise a ouvert le Fonds Aimé Mignault aux Archives nationales du Québec à Rouyn-Noranda en 1994.

## Artiste et commerçant

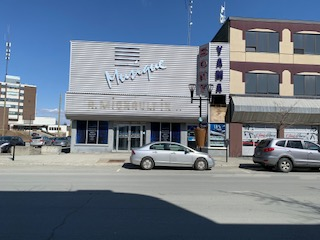
Ancien magasin Musique Mignault, 15 avenue Principale, Rouyn-Noranda

En 1932, il loue un local et commence l'enseignement du violon aux enfants. Très vite, le nombre d'élèves grimpe et le manque d'instruments se fait sentir. Il doit faire venir des instruments de l'extérieur de la région pour en vendre aux élèves et rapidement il en vendra aussi au grand public de Rouyn, de Noranda et des environs. Il décide alors d'ouvrir un commerce de musique. C’est ainsi qu’en 1932, à partir d’une modeste école de musique à Rouyn et Noranda est née la société Mignault Musique. Le jour, il exploite le commerce et le soir, il enseigne.
Maintenant marchand de musique à Rouyn dans le Nord-ouest québécois (appelé maintenant Abitibi-Témiscamingue), il est connu et apprécié de tous, et surnommé par les musiciens de la place « Le papa des musiciens ». Il aime tous les genres de musique et le violoniste  devient violoneux à la grande joie de ses amis.
En 1940, Aimé Mignault est membre de la nouvelle chorale à Rouyn, Les amis de l'art.
Au début des années 1960, madame Verna Jacobson met sur pied le Rouyn-Noranda Symphony Orchestra. Aimé Mignault et son fils Charles en faisait partie. Aimé au violon et Charles au violoncelle.
Quelques années plus tard, Verna Jacobson quitte la région de l'Abitibi-Témiscamingue et l'orchestre s'est éteint. Les pratiques de ce premier orchestre avaient lieu au Centre récréatif de Noranda dans la salle de badminton. On y stockait aussi les lutrins et les partitions musicales. Quand madame Jacobson a quitté la région, le Centre récréatif a demandé aux propriétaires de Musique Mignault de récupérer l'armoire contenant les partitions de musique.
Jacques Marchand, le chef de l'actuelle Orchestre symphonique régional de l'Abitibi-Témiscamingue (OSRAT) raconte, en 2016, lors d'une entrevue radiophonique marquant les 30 ans de l'OSRAT que, Charles Mignault de Mignault Musique lui a fait don des partitions de musique conservées par son père Aimé Mignault. Ce don a suscité chez Jacques Marchand l'idée de travailler à faire renaître le projet visant à faire la promotion et la diffusion de la musique classique en Abitibi-Témiscamingue, l'orchestre symphonique régional.

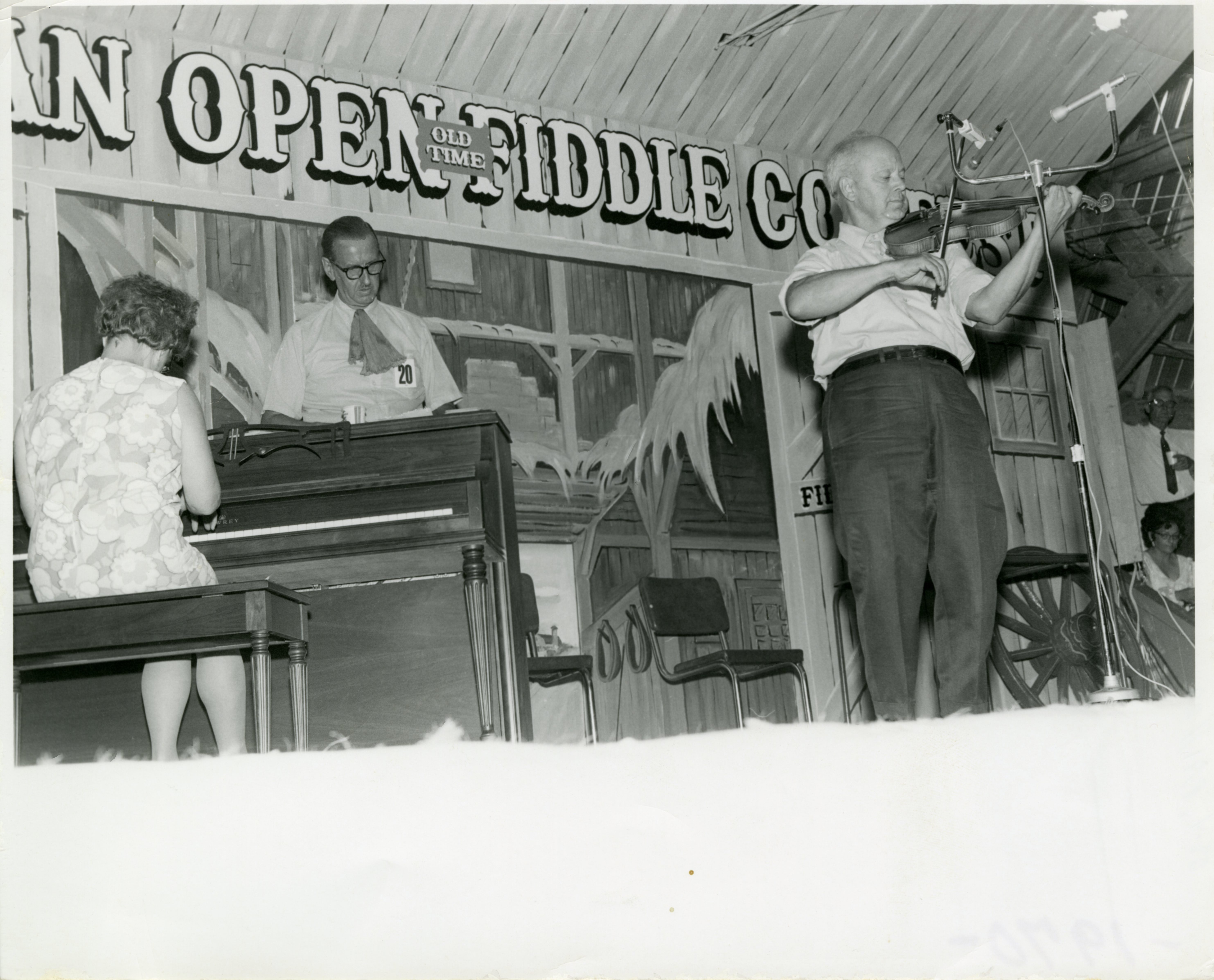
Aimé Mignault en prestation lors d'un concours de fiddler aux États-Unis, (1971 ou 1972).

Aimé Mignault se présente dans les concours de « Fiddlers1 » parmi les plus importants au Canada et aux États-Unis. En 1971, il remporta le premier prix sénior à Montpelier au Vermont et répéta le même exploit l’année suivante en 1972. En 1973, il se classe deuxième à Shelburne en Ontario. C'est ainsi qu’à l’âge de 70 ans, en 1974, Aimé Mignault lança son premier microsillon (vinyle) intitulé simplement : Violoniste et violoneux, Aimé Mignault.
La carrière d’Aimé Mignault est marquée par son sens de l’entrepreneuriat avec des valeurs communautaires et culturelles. Il s'impliqua beaucoup au développement artistique de Rouyn-Noranda et de l'Abitibi-Témiscamingue. Il fit aussi partie du conseil des Chevaliers de Colomb et du club Richelieu de Rouyn.
Régionalement, tous les changements technologiques passent par Mignault Musique: ventes des premiers téléviseurs, juke-box, machines à boules, machines à cigarettes, tables de billard, sans oublier les disques et les instruments de musique.
Vers 1975, Charles Mignault, son fils, achète l'entreprise de son père. Charles développera l'entreprise jusqu'au moment de la vente de ses actions, au début des années 2000. Depuis ce temps, Éric Gendron, qui travaillait déjà dans l'entreprise depuis de nombreuses années, a pris la relève et est maintenant propriétaire de Mignault Musique.

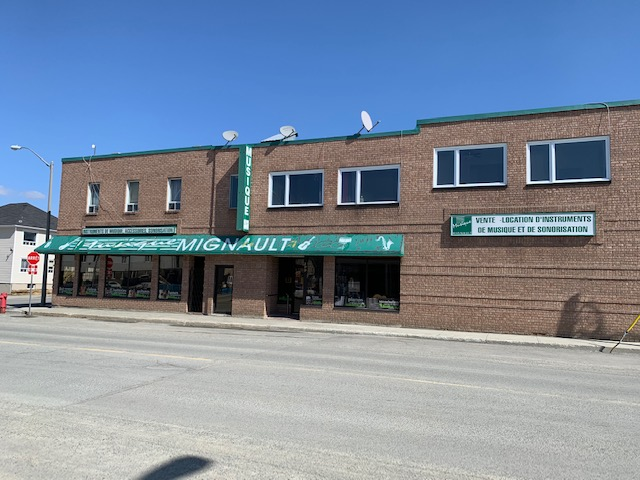
Site actuel Musique Mignault, 199, avenue Principale, Rouyn-Noranda

## Discographie
- 1974 : Violoniste et violoneux, Aimé Mignault, Trans-Canada, Label : Ultra (4) – UL 29565[6].
- 2006 : Les grands folkloristes québécois : Aimé Mignault, Disques Mérite, (ASIN B07F3XR6BY)[8].

## Héritage
« C’est un violon qui fut le premier instrument à arriver en ville dans les mains soigneuses d’Aimé Mignault. Depuis, la petite graine qu’il a semée a germé et s’est transformée en un grand arbre aux multiples ramifications: musique folk, traditionnelle, country, métal, symphonique, hip hop ou émergente! Si la musique adoucit les mœurs, à Rouyn-Noranda, elle enflamme aussi les mélomanes! La musique dans les veines, Story Map tour, audio circuit, Ville de Rouyn-Noranda. »

Les particularités culturelles abitibiennes et les dons de rassembleur d'Aimé Mignault, le père des musiciens, dans le vaste ensemble de la musique francophone, que l'on songe à Raôul Duguay, Jacques Michel, Richard Desjardins et le groupe Abbittibbi, Jimmy James, Réal V. Benoit, etc., et plusieurs autres personnalités du domaine de la musique classique et populaire qui sont passés par le magasin Mignault Musique à Rouyn-Noranda, au cours des ans.

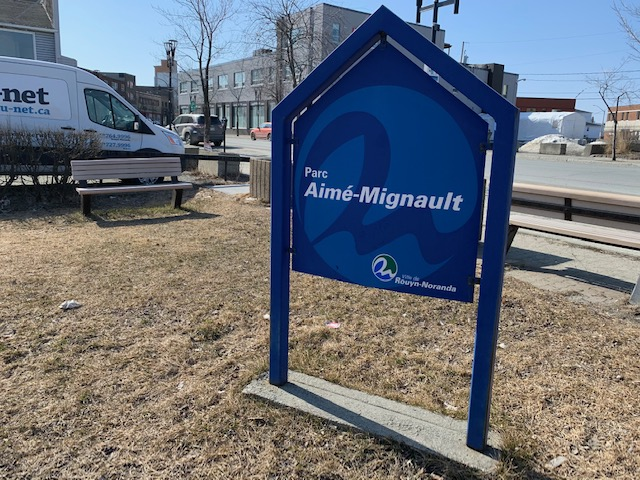
Parc Aimé Mignault, Rouyn-Noranda

La ville de Rouyn-Noranda lui a rendu hommage en nommant un parc à son nom.